# Lloydminster
Pour les articles homonymes, voir Lloydminster (homonymie).
Lloydminster est une cité canadienne qui a la particularité de se situer à la frontière entre l'Alberta et la Saskatchewan. La frontière interprovinciale traverse la ville qui n'a toutefois qu'un seul conseil municipal, qui siège du côté albertain. Avec Flin Flon (Manitoba), Lloydminster est une des rares villes au Canada qui a la particularité d'être chevauchée par une frontière interprovinciale. Il ne s'agit pas de villes jumelles mais bien d'une seule entité municipale.
Étant donné cette situation bien particulière, toute la cité est exemptée de la taxe de vente provinciale de Saskatchewan et elle se situe entièrement dans le fuseau horaire albertain (Heure des montagnes). Les deux tiers environ des habitants de Lloydminster vivent du côté albertain et un tiers du côté saskatchewanais. Au niveau de l'éducation et des élections municipales, Lloydminster suit le cursus et les lois en vigueur en Saskatchewan.

## Histoire

### Peuples premiers
Avant l'arrivée des Européens, la région est peuplée surtout par les Amérindiens Cris. Suite à la signature du traité n°6, ils obtiennent d'importantes réserves à Onion Lake au nord de Lloydminster. Ces terres étant médiocres, ils se livrent surtout à l'élevage. Lors de la fondation de Lloydminster leurs attelages contribuent au transports des colons, leur scierie fournit du bois et leur bétail alimente les premières boucheries,.

### Fondation de Lloydminster
Lloydminster est fondée en avril 1903 par 1200 à 1600 colons uniquement britanniques menés par Isaac Barr avec l'aide de George Loyd, tous deux prêtres anglicans et nationalistes britanniques fervents. En 1902, Issac Barr réserve 16 cantons destinés à des colons britanniques dans la région de l'actuelle Lloydminster à 240 km de la première gare de chemin de fer à Saskatoon, Cette région comme l'entièreté des futures provinces d'Alberta et de Saskatchewan dépend alors des Territoires du Nord-Ouest. Les colons, au nombre de près de 2000, partent le 31 mars 1903 de Liverpool sur un bateau surpeuplé et inconfortable qui accoste à Saint Jean (Nouveau-Brunswick). Le voyage toujours inconfortable se poursuit en train jusqu'à Saskatoon pour se poursuivre en chariot. À l'arrivée, malgré l'aide fourni en chemin par le gouvernement canadien, les colons sont peu satisfait de leur voyage et Isaac Barr, considéré comme incompétent est forcé de démissionner tandis que la direction de la colonie est confiée à George Lloyd qui s'entoure de douze adjoints. Ce dernier se montre intransigeant : sur le caractère britannique de la colonie, interdisant l'installation d'étranger en son sein ainsi que sur l'interdiction de l'alcool. Il quitte ses fonctions en 1905 pour devenir archidiacre de l'évêché anglican de la Saskatchewan,.

### Développement économique
Les nouveaux arrivants s'installent sur leurs terres dès début mai. Il construisent des maisons en rondins de peuplier ou en tourbe et labourent leur propriété. Les succès agricoles sont variables en fonction de la qualité du terrain et des compétences agricoles du propriétaire. Dès octobre 1903, le village compte 75 maisons. On compte alors de nombreux commerces : un bureau de poste, un bureau de télégraphe, une pharmacie, deux grands magasins, une sellerie, un bourrelier, une écurie, une forge, une menuiserie, deux boucheries, trois restaurants. En juillet 1905, le chemin de fer Canadien du Nord atteignent le village.
En 1946, Husky Refining Co. déménage une raffinerie de pétrole lourd du Wyoming à Lloydminster, côté albertain. Elle entre en production en 1947 se spécialisant dans le traitement du pétrole lourd local pour fabriquer de l'asphalte. La raffinerie est entièrement reconstruite et modernisée en 1983, permettant de traiter près de 4 millions de litres par jour de pétrole,. En 1992, entre en fonction une nouvelle raffinerie ( Bi-provincial upgrader), côté saskatchewanais, permettant de produire 11 millions de litres de carburant routier. Elle est fondée par Husky Energy avec des participations des gouvernements albertain, saskatchewanais et fédéral.

### Évolution du statut municipal
En novembre 1903, le village est municipalisé avec le statut de village dans le cadre du Territoire du Nord-Ouest. Il prend pour nom Lloydminster en l'honneur de Lloyd George tandis que les cantons ruraux prennent le nom de Britannia. En 1905, avec la création des provinces d'Alberta et de Saskachewan aux dépends du Territoire du Nord-Ouest, la colonie est divisée entre les deux nouvelles entités le long du 4e méridien. En juillet 1906, la partie albertaine est constituée en municipalité avec statut de village, tandis que la partie saskatchewanaise est municipalisée en avril 1907 sous le statut de ville. En mai 1930, les deux municipalités sont de nouveau réunies par décret des deux provinces. En janvier 1958, la ville prend le statut municipal de cité,.

## Situation
La  municipalité de Lloydminster s'étend de part et d'autre de la frontière entre les provinces d'Alberta et de la Saskatchewan, au centre-est de l'Alberta et au centre-ouest de la Saskatchewan. La ville est un carrefour routier et ferroviaire secondaire. La route transcanadienne 16, grossièrement orientée est-ouest qui relie Saskatoon (270 km) à Edmonton (250 km) en passant par les Battleford (140 km) y croise la route 17 d'orientation nord-sud. Cette dernière relie les communautés rurales depuis Onion Lake (50 km) au nord jusqu'à Macklin (110km) au sud, en suivant de près la frontière interprovinciale. À ces deux routes, on peut rajouter la route rurale saskatchewanaise 303 orientée est-ouest, qui rejoint la vallée de la Big Gully (18 km),.
La ville s'établit à 650 m d'altitude dans les Prairies canadiennes sur un sous-affluent de la branche nord de la rivière Saskatchewan par la rivière Big Gully,.
Côté albertain la ville est enclavée dans le comté (municipalité rurale) de Vermilion river. Côté saskatchewanais, elle est bordée par les municipalités rurales de Britannia n°502 au nord-est et de Wilton n°472 au sud-est.

## Démographie
Le recensement de 2006 y dénombre :
- 15 910[10] habitants dans la partie située en Alberta et
- 8 118[11] habitants dans la partie située en Saskatchewan,
- Pour un total de 24 028 habitants.

| Communauté                             | Superficie (km2) | Subdivision de recensement | 1981   | 1986   | 1991   | 1996   | 2001   | 2006   | 2011   | 2016   | 2021   |
| -------------------------------------- | ---------------- | -------------------------- | ------ | ------ | ------ | ------ | ------ | ------ | ------ | ------ | ------ |
| Lloydminster - partie albertaine       | 23,98            | 4810039                    | 9 011  | 10 201 | 10 042 | 11 317 | 13 148 | 15 910 | 18 032 | 19 645 | 19 739 |
| Lloydminster - partie saskatchewanaise | 18,06            | 4717029                    | 6 062  | 7 155  | 7 241  | 7 636  | 7 840  | 8 118  | 9 772  | 11 765 | 11 843 |
| Lloydminster (municipalité)            | 42,04            |                            | 15 073 | 17 155 | 17 283 | 18 953 | 20 988 | 24 028 | 27 804 | 31 410 | 31 582 |
| Sources : Statistique Canada           | [ 12 ]           |                            | [ 13 ] | [ 13 ] | ,      | [ 16 ] | [ 16 ] | [ 17 ] | [ 17 ] | [ 12 ] | [ 12 ] |

## Administration
| 2000-2009 |  | 2016-2028      |
| --------- |  | -------------- |
| Ken Baker |  | Gerald Aalbers |
| [ 18 ]    |  | ,              |

## Personnalités nées à Lloydminster
- Wade Redden, joueur de hockey sur glace des Americans de Rochester dans la Ligue américaine de hockey.
- Colby Armstrong, joueur de hockey sur glace des Canadiens de Montréal dans la Ligue nationale de hockey.
- Barry Gibbs, ancien joueur de la LNH.
- Blair Chapman, ancien joueur de la LNH.
- Lance Ward, joueur de hockey sur glace du HV 71 dans le Elitserien ( Suède).
- Garnet Bailey, ancien joueur de hockey de la LNH, décédé lors des attentats du 11 septembre 2001.
- Clarke MacArthur, joueur de la LNH.
- Braden Holtby, gardien de but de la LNH.